# Yatton Keynell
Yatton Keynell – wieś w Anglii, w hrabstwie Wiltshire. Leży 54 km na północny zachód od miasta Salisbury i 144 km na zachód od Londynu. W 2001 miejscowość liczyła 745 mieszkańców.